# Jessica Deglau
Jessica Deglau (Vancouver, 27 maggio 1980) è un'ex nuotatrice canadese.
Specializzata nello stile libero e nella farfalla, ha partecipato alle Olimpiadi di Atlanta 1996.

## Palmarès
- Giochi PanPacifici

Fukuoka 1997: argento nella 4x200m sl.
Sydney 1999: argento nei 200m farfalla e bronzo nella 4x100m sl e nella 4x200m sl.
- Giochi del Commonwealth

Kuala Lumpur 1998: bronzo nei 200m sl, nei 200m farfalla, nella 4x100m sl e nella 4x200m sl.
Manchester 2002: bronzo nella 4x100m sl.
- Giochi panamericani

Winnipeg 1999: oro nei 200m sl, nei 200m farfalla, nella 4x100m sl e nella 4x200m sl, argento nei 100m farfalla e nella 4x100m misti.